# Olla de hierro
Una olla de hierro es un recipiente de metal, marmita o caldero de paredes gruesas, provista de un asa móvil, y ocasionalmente con tapa. Se fabrica desde la Antigüedad en todas las culturas del hierro, y puede englobar en su denominación no solo las ollas de hierro fundido, sino otros muchos recipientes metálicos similares en su morfología y por su uso.
En la familia de las ollas de hierro se podrían colocar el pote del Norte de España, la cocotte gala, el tetsunabe japonés, el sač balcánico, el potjie sudafricano y la bedourie australiana.

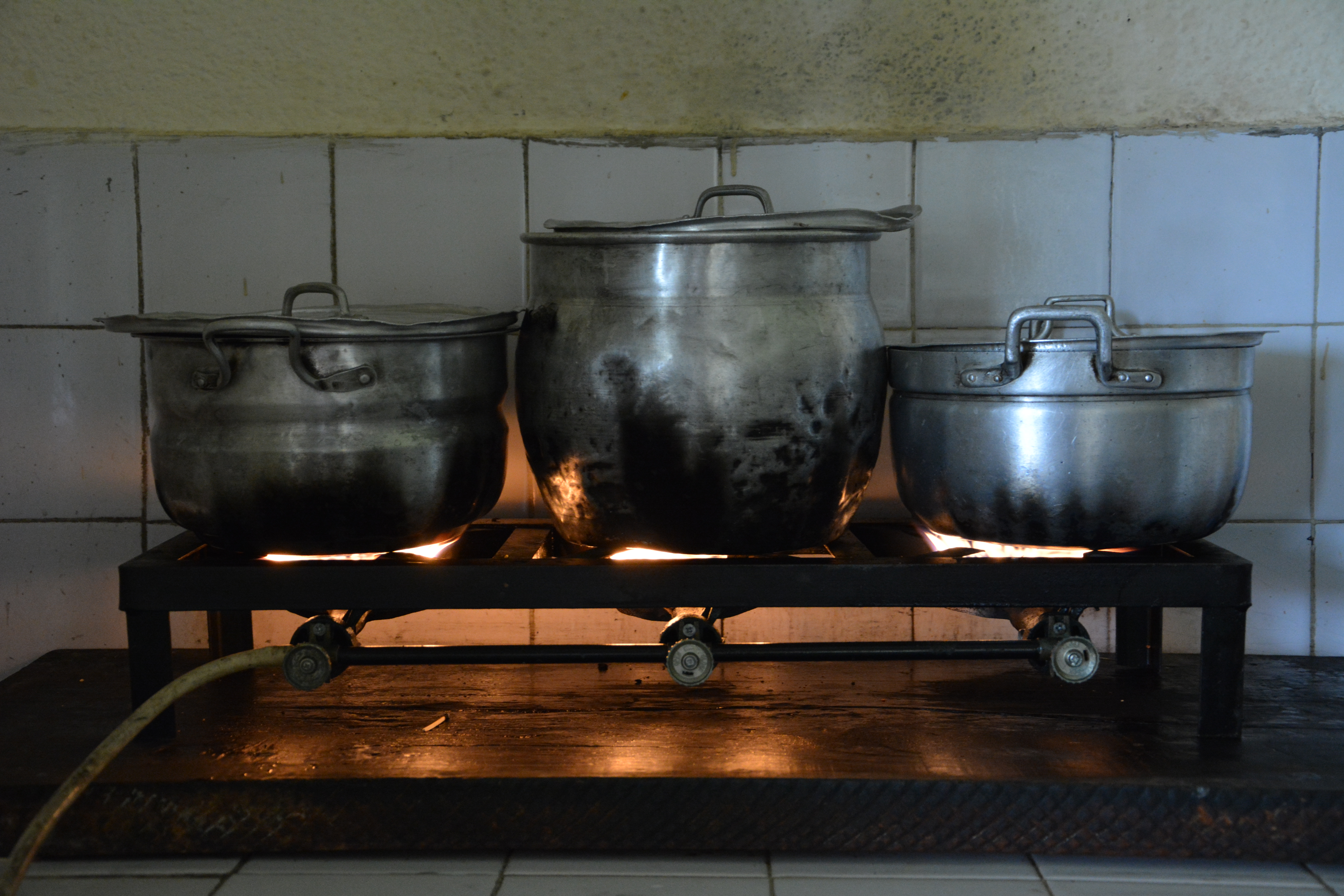
Ollas y cazuelas de metal, en una cocina de Costa de Marfil alimentada a gas.

## Uso
La ollas de hierro, como las de barro y cerámicas, son adecuadas para las cocciones lentas y prolongadas, como las empleadas al elaborar asados, estofados y cazuelas. Cuando se cocina sobre un fuego en el campo, es posible usar ollas de hierro como auténticos hornos, para preparar galletas, pasteles, pan, pizzas e incluso tartas. Una pequeña bandeja puede meterse en su interior, reemplazándola por otra a medida que se van cociendo los lotes. También es posible apilar ollas de hierro, hasta 5 o 6, conservando así el calor que normalmente se perdería.

## Limpieza y cuidado
Tras su uso, las ollas suelen limpiarse como los demás utensilios de hierro: con agua hirviendo y cepillando, usando poco o ningún jabón. Tras secar bien la olla, debe aplicársele una capa fina de aceite de cocina para evitar que se oxide. Existe discusión sobre si debe emplearse un aceite vegetal o animal para este fin: las grasas saturadas son más estables que las poliinsaturadas, que tienden a enranciarse más rápido. Siempre que sea posible, las ollas limpias y aceitadas deben guardarse en lugar limpio y seco sin tapar completamente para fomentar la circulación de aire y evitar la concentración de olor y sabor del aceite rancio. Si tuviera que almacenarse con la tapa puesta, debe ponerse dentro un trozo de papel para que absorba la humedad. Tras un uso prolongado la superficie de las ollas de hierro se volverá negra, muy suave, brillante y antiadherente. Una olla de hierro bien conservada puede servir durante décadas o incluso siglos.

## Tipología tradicional

### Pote u olla de acampada

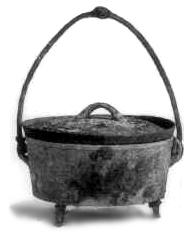
Olla de hierro de los años 1890. Adviértanse los restos de ceniza en la tapa.

La olla de acampada, caldero o tradicional pote de tres patas, se complementa con una gran asa de alambre y una tapa opcional, que servirá para que las ascuas del fuego usado para cocinar puedan ponerse sobre de ella. Esto proporciona un calor interno más uniforme y permite que la comida se cocine como en un horno. Algunos modelos antiguos, como los de las marcas Lodge, CampChef y Wagner, mantienen el mango de alambre, mientras otros, como las versiones esmaltadas de Staub, Sante y Le Creuset, lo han sustituido por dos asas pequeñas.

## Tipología moderna

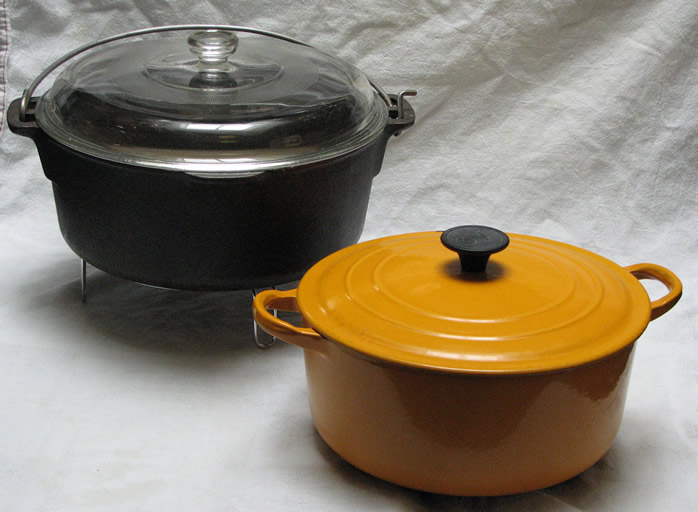
Una olla de hierro fundido Wagner sobre una trébede (izquierda) y una olla esmaltada de Le Creuset.

Las ollas de hierro modernas diseñadas para usarse en cocinas u horno suelen tener un fondo liso y una morfología más similar a las cazuelas. Las modernas ollas esmaltadas no necesitan condimentarse antes de su uso, pero no suele recomendarse hacer frituras en ellas, ya que el esmaltado no soporta temperaturas extremas. Más adecuadas para cocciones a base de agua, las esmaltadas pueden limpiarse como los cacharros normales, y algunas marcas pueden incluso introducirse en el lavaplatos. Dos fabricantes franceses de ollas de hierro esmaltadas, Le Creuset y Le Chasseur, las denominan «ollas francesas». También pueden fabricarse este tipo de ollas con aluminio colado grueso o cerámica.

## Variantes

### Pote
Recipiente tradicional en la cocina del Norte de España, indicado para cocer alimentos durante periodos de tiempo prolongados, generalmente estofados o guisos. Da nombre a platos como el pote gallego o el pote asturiano, y a los diversos potajes.

### Potjie

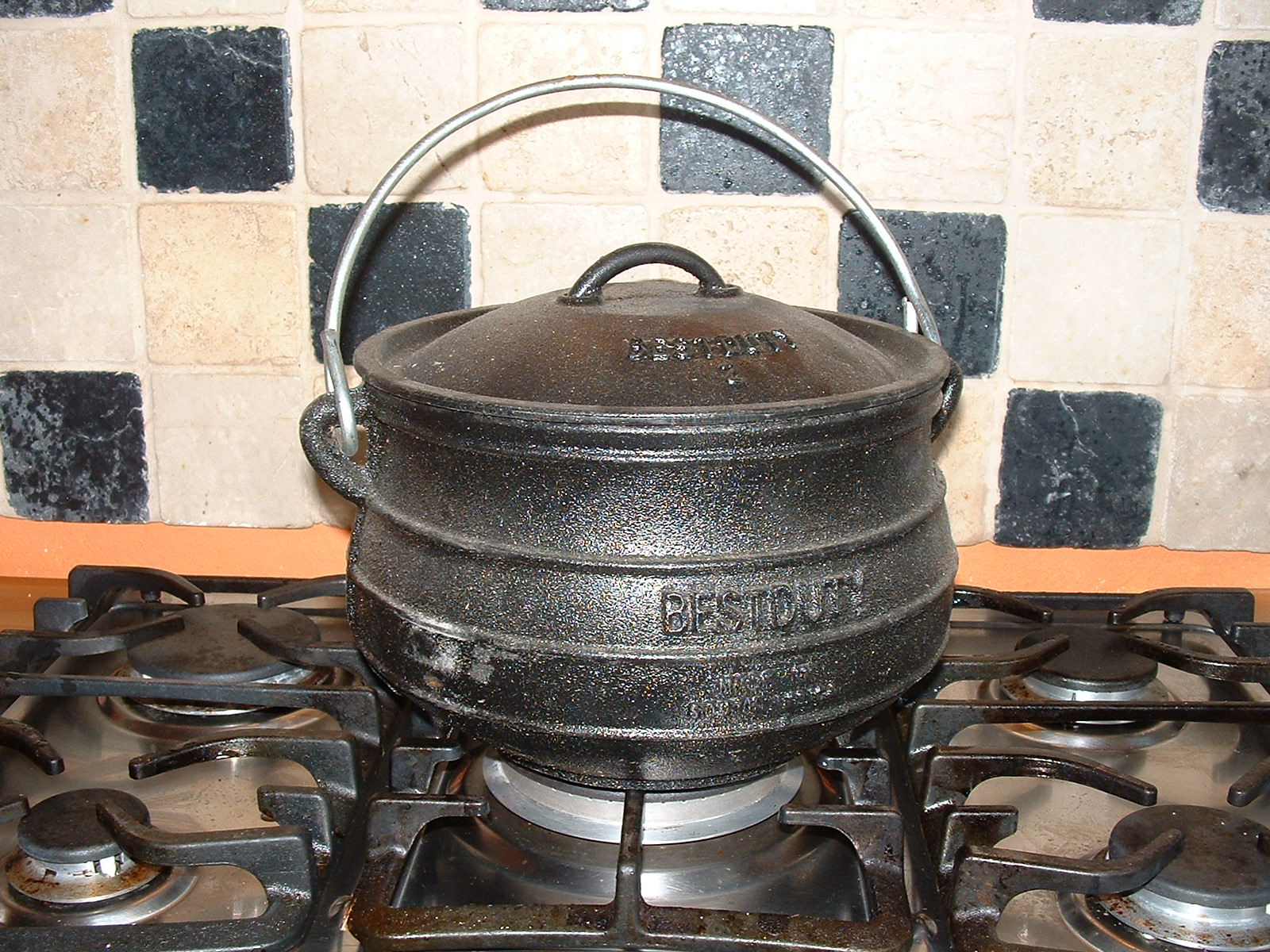
Platpotjie de hierro fundido.

En Sudáfrica, un potjie (‘cazuelita’ en afrikáans o neerlandés) es una olla tradicional redonda de hierro fundido con tres patas. Tiene un aspecto parecido al de un caldero y suele ser negra. Se emplea para cocinar potjiekos sobre un fuego. Entre las tribus indígenas estas ollas se conocen también como phutu.

### Bedourie
En Australia, una olla de acampada bedourie es una cazuela de acero parecida a la olla de hierro tradicional. Recibe su nombre de Bedourie (Queensland), y fue desarrollada como una versión más fuerte que la olla de hierro colado.